# Masakr v Pendykach
Jako masakr v Pendykach je označováno vraždění spáchané Ukrajinskou povstaleckou armádou během Volynského masakru na populaci polské národnosti v obci Pendyki v tehdejším kostopilském okrese poblíž města Kostopil v oblasti Volyně, dne 29. března 1943. Obětí masakru ve vesnici padlo asi 150 osob.

## Okolnosti masakru
Pendyki byly velkou osadou (místními dělené na Pendyki I a II), obývanou téměř výhradně Poláky, s výjimkou jediné ukrajinské rodiny. Již v březnu 1943, pod vlivem zpráv z okolí, byla v osadě zřízena jednotka domobrany, která ve svém arzenálu měla několik střelných zbraní a kolem vesnice byly vykopány zákopy.
25. března 1943 v Pendykach našlo útočiště skupina lidí přeživších z útoku UPA (OUN) na osadu Tomaszów.

## Masakr
Přes dřívější přípravy byli Poláci naprosto překvapeni útokem jednotek UPA, které napadly sousední Pieńki a Pendyki 29. března 1943 v brzkých ranních hodinách (byla očekávána možnost útoku v noci). Útočníci ostřelovali obec zápalnou municí. Část obavatel zabili vhozením do zapálených budov. Přeživší polští civilisté se dali na útěk přes bažinaté louky do lesa, byli ale pronásledováni. Rabování majetku se konalo souběžně s vražděním. Bydlící v Pendykách ukrajinská rodina se rabování ani vraždění neúčastnila, místo toho před útočníky ukrývala pod svou střechou polskou rodinu.
Další den se přeživší Poláci, kterým se podařilo najít útočiště v lese, vrátili do vesnice, kde našli asi 150 těl zavražděných obyvatel Pendyk. Nicméně nepodařilo se identifikovat všechny zmasakrované oběti. Přeživší Poláci pak odešli lesem do Cumani, kde kontaktovali jednotku Wehrmachtu, od níž dostali zbraně a doprovod zpět do Pendyk, kde pohřbili mrtvé ve společných hrobech.